# Putyla

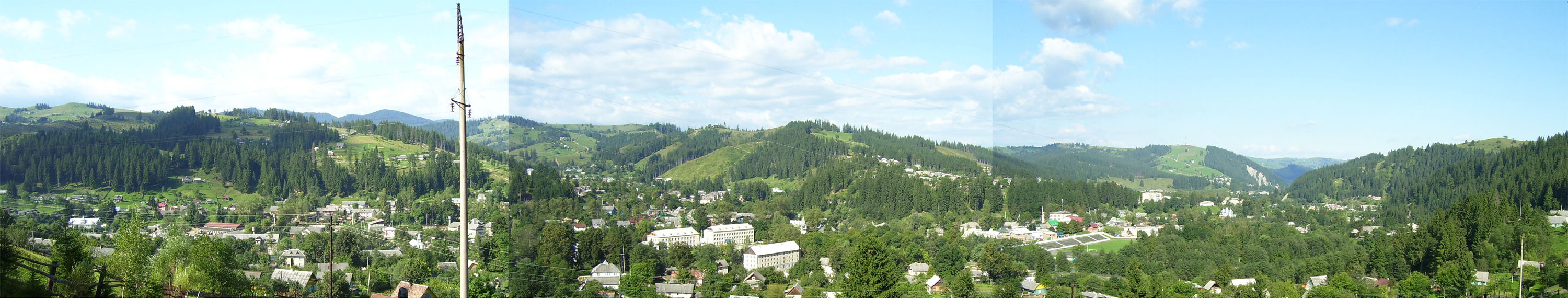
Panoramablick auf den Ort

Putyla (ukrainisch Путила; russisch Putila, deutsch Putilla Storonetz oder Storonetz-Putilla, rumänisch Putila oder älter Putila Storojineţului, polnisch Putyła) ist eine Siedlung städtischen Typs in der ukrainischen Oblast Tscherniwzi. Sie liegt in den Karpaten am Fluss Putyla, etwa 70 km südwestlich von Czernowitz in der westlichen Bukowina und zirka 5 Kilometer von der Grenze zum heutigen Rumänien entfernt.

## Geschichte
Die Siedlung wurde 1501 zum ersten Mal schriftlich erwähnt und gehörte dann bis 1775 zum Fürstentum Moldau. Danach war es ein Teil Österreichs im Kronland Bukowina.
Nach dem Ende des Ersten Weltkriegs kam die Ortschaft zu Rumänien (im Kreis Rădăuţi). Im Zuge der Annexion der Nordbukowina am 28. Juni 1940 wurde sie ein Teil der Sowjetunion (zwischen 1941 und 1944 wiederum zu Rumänien) und ist seit 1991 ein Teil der Ukraine. 1961 wurde sie zur Siedlung städtischen Typs erhoben.

## Verwaltungsgliederung
Am 12. Juni 2020 wurde die Siedlung zum Zentrum der neu gegründeten Siedlungsgemeinde Putyla (Путильська селищна громада/Putylska selyschtschna hromada). Zu dieser zählen auch die 17 in der untenstehenden Tabelle aufgelistetenen Dörfer; bis dahin bildete sie zusammen mit den Dörfern Parkulyna (Паркулина), Ryscha (Рижа) und Toraky (Тораки) die Siedlungsratsgemeinde Putyla (Путильська селищна рада/Putylska selyschtschna rada) im Rajon Putyla.
Seit dem 17. Juli 2020 ist der Ort ein Teil des Rajons Wyschnyzja.
Folgende Orte sind neben dem Hauptort Putyla Teil der Gemeinde:
| Name                     | Name            | Name                            | Name               | Name       |
| ukrainisch transkribiert | ukrainisch      | russisch                        | rumänisch          | deutsch    |
| ------------------------ | --------------- | ------------------------------- | ------------------ | ---------- |
| Dychtynez                | Дихтинець       | Дихтинец (Dichtinez)            | Dihtineţ           | Dichtenitz |
| Foschky                  | Фошки           | Фошки (Foschki)                 | Foşchi             | Foschka    |
| Hreblyna                 | Греблина        | Греблина (Greblina)             | Hreblina-Câmpulung | Greblena   |
| Hrobyschtsche            | Гробище         | Гробище (Grobischtsche)         | Hrobesce           | Hrobicze   |
| Kysselyzi                | Киселиці        | Киселицы (Kisselinzy)           | Chiseliţeni        | Kiselice   |
| Malyj Dychtynez          | Малий Дихтинець | Малый Дихтинец (Maly Dichtinez) | –                  | –          |
| Parkulyna                | Паркулина       | Паркулина (Parkulina)           | Parculina          | Porcolin   |
| Ploschtschi              | Площі           | Площи                           | –                  | –          |
| Poljakiwske              | Поляківське     | Поляковское (Poljakowskoje)     | –                  | –          |
| Ryscha                   | Рижа            | Рижа (Rischa)                   | Rija               | Risza      |
| Rypen                    | Рипень          | Рипень (Ripen)                  | Râpeni             | Hrebeń     |
| Samohyla                 | Замогила        | Замогила (Samogila)             | –                  | –          |
| Serhiji                  | Сергії          | Сергии (Sergiji)                | Sârghieni          | ?          |
| Sokolij                  | Соколій         | Соколий (Sokoli)                | Socole             | Sokole     |
| Tesnyzka                 | Тесницька       | Тесницкая (Tesnizkaja)          | Tesniţca           | Tysnicka   |
| Toraky                   | Тораки          | Тораки (Toraki)                 | Torăceni           | Toraki     |
| Wyptschyna               | Випчина         | Випчина (Wiptschina)            | Vipcina            | Wibczina   |

## Söhne und Töchter der Ortschaft
Storonetz-Putilla ist der Geburtsort des ukrainischen Dichters Jurij Fedkowytsch (1834–1888), nach dem die Nationale Jurij-Fedkowytsch-Universität Czernowitz benannt ist.
Außerdem kam hier der bukowiner Sozialaktivist und Bauernführer Lukjan Kobylyzja (ukrainisch Лук'ян Кобилиця; 1812–1851) zur Welt. Der israelischer Schriftsteller Manfred Winkler (1922–2014) wurde ebenfalls hier geboren.